# Michael Mizrachi
Michael David Mizrachi (né le 5 janvier 1981) est un joueur de poker professionnel américain, détenteur de huit bracelets aux World Series of Poker, dont celui du Main Event 2025, qui lui a rapporté 10 000 000 $.
Il détient le record de victoires dans le Poker Players Championship, un tournoi de jeux mixtes considéré comme l’un des plus prestigieux des WSOP, qu’il a remporté à quatre reprises (2010, 2012, 2018 et 2025).
En 2025, après sa double victoire historique au Poker Players Championship et au Main Event, il est directement intronisé au Poker Hall of Fame, consacrant un "des plus grands accomplissements de l'histoire du jeu.

## Biographie

### Carrière au poker
Michael Mizrachi se fait connaître en 2005 à travers le circuit World Poker Tour, en finissant 5e d'une finale avec Daniel Negreanu (qui finit 3e), puis remportant un mois plus tard le L.A. Poker Classic de la saison 3. En 2006, il remporte l'Open Borgata et plus de 1 million de dollars.
Ce n'est qu'en 2010 qu'il réapparaît sur la scène internationale en remportant le $50,000 Players Championship des World Series of Poker 2010,,. Il finit également 5e au Main Event.
En 2011, il remporte son deuxième bracelet au No Limit Hold'em (Split Format) des WSOP Europe, à 10 400 € l'entrée, empochant 336 008 €,.
En 2012, il remporte une deuxième fois le Poker Players Championship, qu'il remporte une troisième fois en 2018,.
En 2019, il remporte son cinquième bracelet à un Event de Stud hi-lo à 1 500 $ l'entrée, empochant 142 801 $ et devenant le premier joueur à remporter 5 bracelets pour la seule décennie 2010,,.
En 2024, il remporte un 6eme bracelet lors d'un tournoi WSOP Online, le No Limit Hold'Em a 888$ pour un gain de 108 815 $.
En 2025, il fait une année historique en remportant le Poker Players Championship pour la 4eme fois empochant 1 331 322 $. Il remporte aussi le Main Event pour un gain de 10 000 000 $. Suite a ce run historique, la direction des WSOP décide de faire une exception a la règle (un seul joueur introduit chaque année) et de l'introduire au Poker Hall of Fame.
En juillet 2025, il cumule plus de 29 millions de dollars de gains en tournois.
| Année | Épreuve                                        | Gains (US$)  |
| ----- | ---------------------------------------------- | ------------ |
| 2010  | 50 000 $ The Players Championship 8 Game       | 1 559 046 $  |
| 2011  | 10 400 € WSOPE No Limit Hold'em (Split Format) | 448 861 $    |
| 2012  | 50 000 $ The Poker Players Championship        | 1 451 527 $  |
| 2018  | 50 000 $ The Poker Players Championship        | 1 239 126 $  |
| 2019  | 1 500 $ Seven-Card Stud Hi/Lo 8 or Better      | 142 801 $    |
| 2024O | 888 $ No Limit Hold'em - Crazy 8's Encore      | 108 815 $    |
| 2025  | 50 000 $ The Poker Players Championship        | 1 331 322 $  |
| 2025  | 10 000 $ No Limit Hold'em World Championship   | 10 000 000 $ |